# 머논가힐라 전투
머논가힐라 전투(영어: Battle of the Monongahela)는 1755년 7월 9일 프렌치 인디언 전쟁의 시작과 함께 피츠버그에서 동쪽으로 10 마일 (16 km) 떨어진 펜실베이니아주 브래덕스 필드에서 벌어진 전투다. 에드워드 브래독 장군이 이끄는 영국군은 뒤켄 요새를 점령하기 위해 이동하다가 다니엘 리아나르 드 보주 대위가 이끄는 프랑스-캐나다군과 아메리카 인디언 동맹군에게 패배했다.
이 패배는 브래독 원정의 종식하게 되었으며, 영국은 이를 통해 뒤켄 요새를 점령하고 오하이오 지역을 장악하기를 바랐다. 브래독과 보주 모두 전투 중 전사했다. 브래독은 전투에서 치명상을 입었고 현재의 펜실베이니아주 유니언타운 근처에서 후퇴하는 동안 사망했다. 그는 행군에 동행했던 조지 워싱턴 에게 자신의 장례를 감독해 달라고 특별히 요청했다. 나머지 영국군은 남동쪽으로 후퇴했다. 뒤켄 요새와 주변 지역은 1758년에 점령될 때까지 프랑스의 손에 남아 있었다.